# Așchileu
Așchileu (ungarisch Esküllő) ist eine Gemeinde im Kreis Cluj in der Region Siebenbürgen in Rumänien. Gemeindesitz ist Așchileu Mare (Groß-Schwalbendorf).

## Bevölkerung
Bei der Volkszählung 2002 waren in der Gemeinde Așchileu 98,5 % der Bevölkerung Rumänen und 1,5 % Roma.